# Great Mazinger
Great Mazinger (яп. グレートマジンガー гурэ:то мадзинга:) — манга Го Нагаи и одноимённое аниме, созданное на студии Toei Animation. Являются прямым продолжением успешной серии Mazinger Z.
Главным героем становится сирота Тэцуя Цуруги (яп. 剣 鉄也 Tsurugi Tetsuya), выращенный Кэндзо Кабуто (яп. 兜 剣造 Кабуто Кэндзо:) — отцом героя первой части Mazinger Z Кодзи Кабуто. Кэндзо считался мёртвым. На самом деле, он смог усовершенствовать «Суперсплав-Z» и создать улучшенную версию робота Мазингера. Кэндзо доверяет Тэцуе пилотировать своё творение («Great Mazinger»). В битве с «боевыми монстрами» Микен ему также помогает девушка-пилот Дзюн Хоно, которая управляет роботом с женским обличьем «Venus A» (или «Venus Ace»). С помощью усовершенствованного Мазингера, Тэцуя спасает главного героя предыдущей части, Кодзи Кабуто. Тот передаёт Тэцуе защиту Японии, а сам отбывает в США изучать космические полёты. Большая популярность Кодзи среди японских фанатов 1970-х годов побудила компанию Toei вернуть его в последние серии, для решающей битвы с врагами.

## Роли озвучивали
- Кэйити Нода — Тэцуя Цуруги
- Юми Накатани — Дзюн Хоно
- Хидэкацу Сибата — Кэндзо Кабуто, Император Тьмы
- Хироси Отакэ — Босс, Министр Аргос
- Кэнъити Огата  — Мутя, Генерал Тьмы, микенец, кошки-прыгуны
- Кадзуко Савада — Сиро Кабуто
- Осаму Като — Герцог Горгон, Нукэ, микенец, доктор Хамакава
- Харуко Китахама — Маркиз Янус, шпион Икс
- Хирому Дзин — Маршал Ада
- Китон Ямада — микенец, Доктор Тонда, Генерал Бёрдлер
- Тэцуо Мидзутори — Генерал Юлий Цезарь
- Экэн Минэ — Генерал Лигр
- Канэта Кимоцуки — Генерал Дрейд
- Итиро Нагаи — Генерал Хадиас
- Кодзи Яда — Генерал Ангора, ворона Бакара, рассказчик
- Эйко Масуяма — Клио
- Рихоко Ёсида — Елена, Каори, Юко Морияма
- Нана Ямагути — мать Каори
- Сатико Тидзимацу — Харуна Сиратори
- Тиёко Кавасима — мать Харуны
- Кадзуко Сугияма — Карен
- Сумико Сиракава — Ёити Хамакава
- Макио Иноуэ — Принц Кельвин, Синъитиро Икута
- Хироя Исимару — Кодзи Кабуто (51, 53—56 серии)
- Дзёдзи Янами — Генерал Скарабей, Гэнносукэ Юми (53—56 серии)
- Тайти Котоэ — Саяка Юми (55—56 серии)

## Выпуск
В 2005—2006 годах Great Mazinger издан в Японии Toei Video на 10 DVD в 5 частях.
В 2016—2017 годах все серии были выпущены в Испании компанией Selecta Visión на 10 Blu-ray, по 2 диска в коробке. Формат — 1,33:1, звук — DTS-HD Master Audio 2.0. В США у Discotek Media вышел Blu-ray стандартной чёткости, а также DVD.
В 2018 году манга была опубликована издательством Tokuma Shoten в честь 50-летия творческой деятельности Го Нагаи. Это новое улучшенное издание на 284 страницах.
В 2021 году Toei анонсировала выпуск фильмов Great Mazinger vs. Getter Robo, UFO Robo Grendizer vs. Great Mazinger и Grendizer — Getter Robo G — Great Mazinger Kessen! Daikaijuu в 4К.